# الکساندر کولوبنف
الکساندر کولوبنف (روسی: Александр Васильевич Колобнев؛ زادهٔ ۴ مهٔ ۱۹۸۱) دوچرخه‌سوار اهل روسیه است.
از باشگاه‌هایی که در آن بازی کرده‌است می‌توان به گازپروم-روس‌ولو، آوروم هتلز، تیم لوتوان‌ال–یومبو، تیم تینکوف , تیم کاتیوشا–آلپتسین اشاره کرد.
وی در مسابقات کشوری و بین‌المللی در مجموع برندهٔ ۲ مدال نقره، ۱ مدال برنز شده‌است.